# وكالة البيئة الأيرلندية الشمالية
وكالة البيئة الأيرلندية الشمالية (NIEA) هي وكالة تنفيذية داخل وزارة الزراعة والبيئة والشؤون الريفية (DAERA). وهي مسؤولة عن الحفاظ على بيئة أيرلندا الشمالية والتراث الطبيعي.

## نبذة
في الأصل جزء هي من وزارة البيئة وكانت تسمى وكالة البيئة وخدمة التراث حتى 1 يوليو 2008 وكانت أيضا مسؤولة عن البيئة التاريخية. في 16 مايو 2016 تم حل وزارة البيئة وأصبحت وكالة البيئة الأيرلندية الشمالية جزءا من وزارة الزراعة والبيئة والشؤون الريفية. في الوقت نفسه تم نقل وظائف البيئة التاريخية للهيئة إلى إدارة المجتمعات.

## المسئوليات
مسؤولة عن مجموعة من المناطق المحمية في أيرلندا الشمالية بما في ذلك ثمانية مناطق ذات جمال طبيعي رائع و 47 محمية طبيعية وطنية و43 منطقة محمية خاصة و10 مناطق حماية خاصة.